# Isophya obtusa
Isophya obtusa är en insektsart som beskrevs av Brunner von Wattenwyl 1882. Isophya obtusa ingår i släktet Isophya och familjen vårtbitare. Inga underarter finns listade i Catalogue of Life.